# Мавзолей Карабура
Мавзолей Карабура — находится в 257 км к северу от города Шымкент в Созакском районе Туркестанской области, в 180 км от Туркестана. Карабура святой жил примерно в XI-XII веках. Он был выдающимся имамом в своем селении. Святой был из рода Тама (Младший жуз), а также является последователем суфийского ученого Ходжи Ахмета Яссауи, который незадолго перед смертью попросил, чтобы его похоронил Карабура. Сам Святой Карабура проживал в предгорьях Каратау.
Построен в 1997 году из белого кирпича, состоит из двух комнат. Верх купольный. Первая комната 100 м2, вторая — место старого мавзолея, построенного в 14 в. Могила Святого Карабуры во второй комнате. Мавзолей построен из глины, имеет 4 окна. Здесь находится могила Курбан аты. Рядом мраморные плиты Мухаммада, Арыстан-баба, Ходжа Ахмета Яссауи, Ыскак-баба (Баба ата), Баба Тукти Шашты Азиза. За старым мавзолеем захоронены Хакназар-хан, Белгибай кажы, Шилмембет би, Култас би, Кожамкул гулама, Даулет-Карабура батыр, Шахасум-ахун и др. Дверь обращена на запад, к мавзолею Ходжа Ахмета Яссауи. Общая площадь 240 м2, высота 17 м. К востоку от мавзолея могила известного казахского композитора и кюйши Сугира Алиева.